# 指數投資證券
（缩写：ETN），是英国巴克萊銀行发明的一种金融工具，指證券商發行於到期時支付與所追蹤標的指數表現連結之報酬，並在證券交易市場交易，且投資人之申購、賣回採現金交付之有價證券。
目前全世界已有多个正在交易的 ETN，即巴克莱发行的商品期货 ETN。
ETN 特性有下：
1. ETN 不持有任何資產，不保本、無擔保且無第三方保證。
2. ETN 投資目標為追蹤標的指數報酬，而報酬取決於公開說明書之規定及發行證券商之信用。
3. 發行 ETN 所募集之資金由發行證券商自由運用，可作為公司營運之擴張、併購、買賣標的指數成分股或進行避險操作。
4. 投資人持有的是發行證券商承諾到期給予和追蹤指數表現完全相同的報酬，另扣除固定的投資手續費用，因此理論上不存有追蹤誤差。
5. ETN 交易便利、投資成本低、價值透明度高，且投資領域具較大彈性。